# Crataegus erythropoda
Crataegus erythropoda är en rosväxtart som beskrevs av William Willard Ashe. Crataegus erythropoda ingår i Hagtornssläktet som ingår i familjen rosväxter. Inga underarter finns listade i Catalogue of Life.

## Bildgalleri

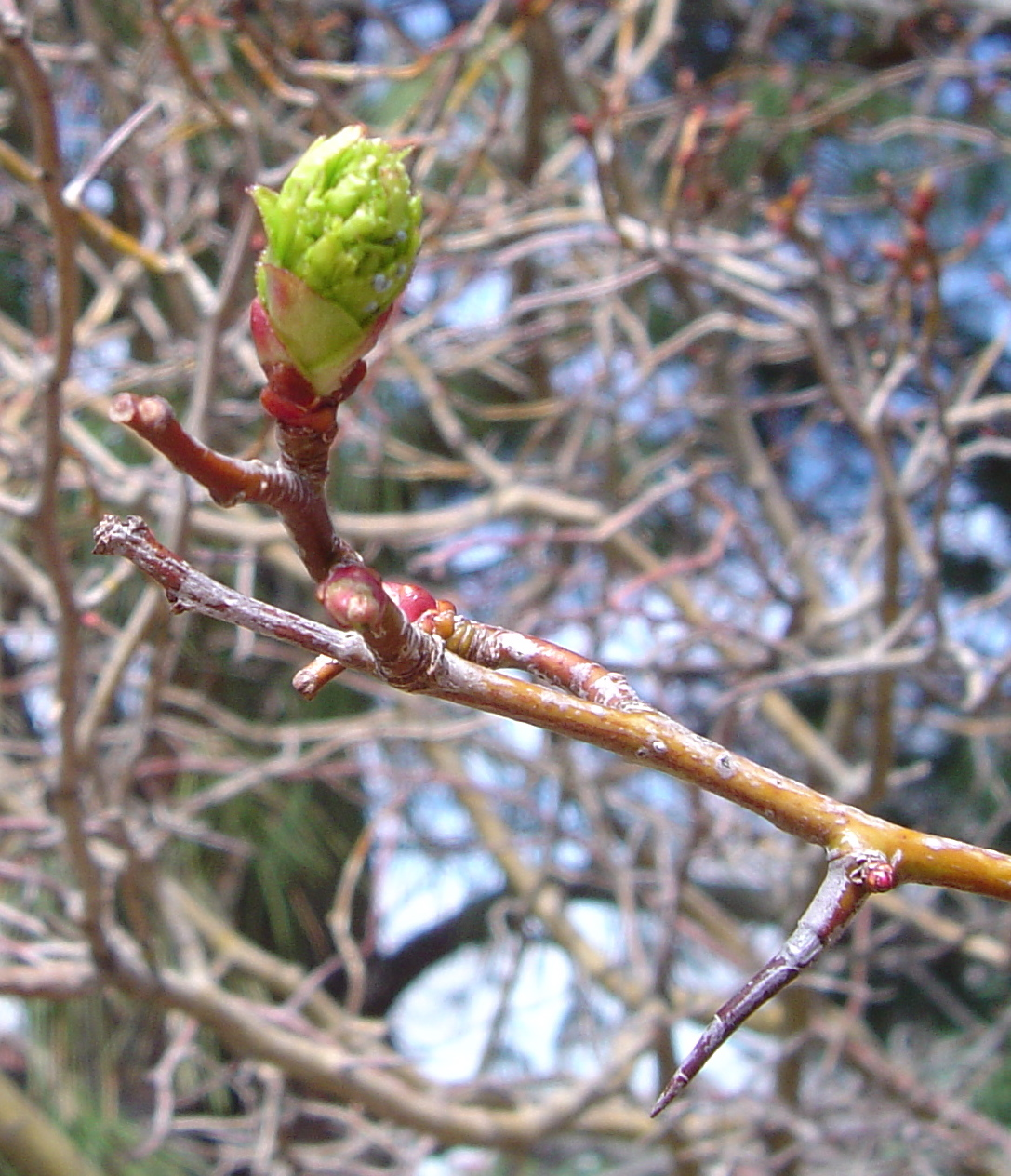
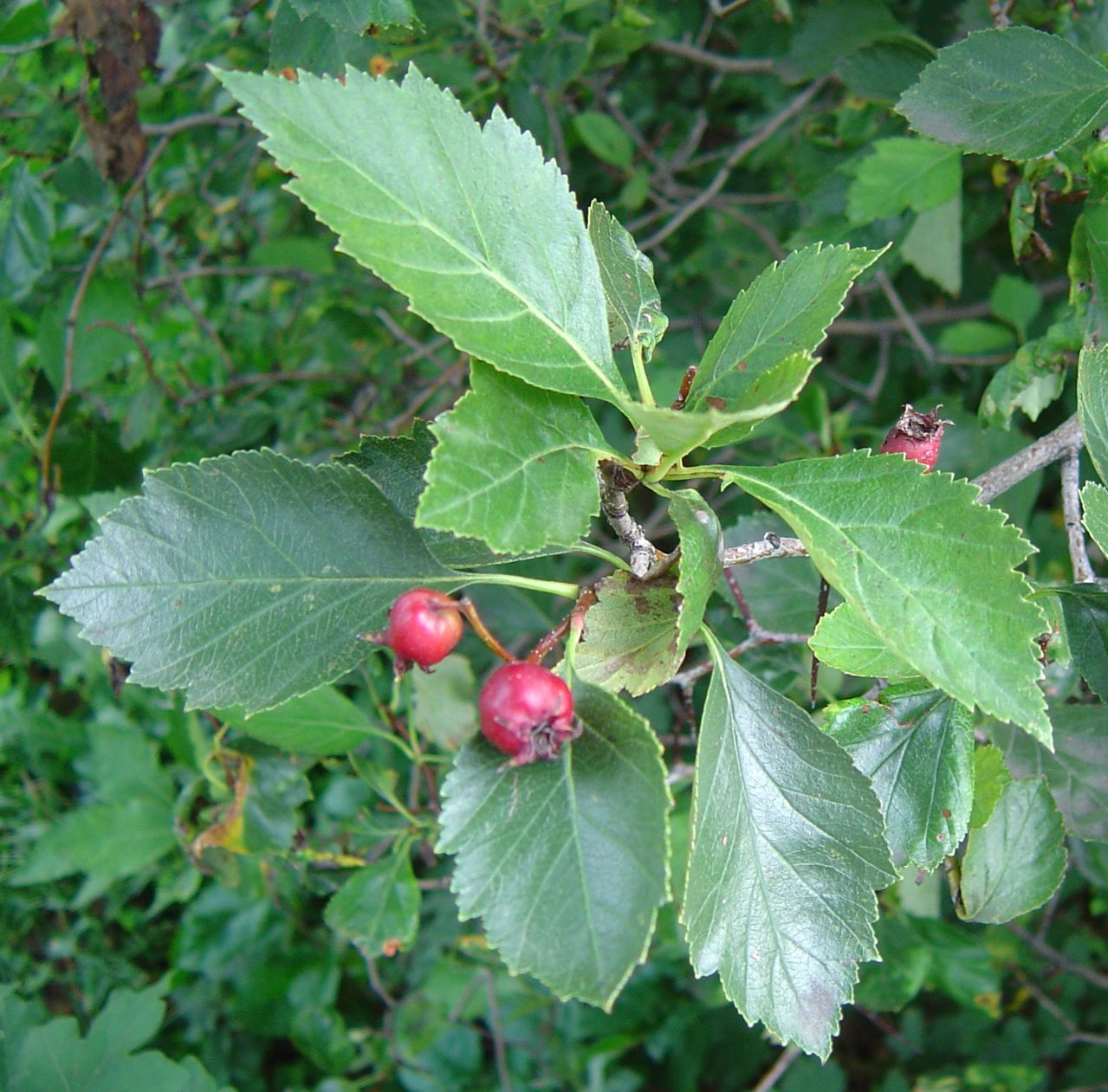